# Karolina Piątkowska-Nowicka
Karolina Anna Piątkowska-Nowicka (ur. 31 maja 1979) – polska skrzypaczka, wykładowczyni Akademii Muzycznej im. Stanisława Moniuszki w Gdańsku.

## Życiorys
Karolina Piątkowska-Nowicka ukończyła z wyróżnieniem studia na Akademii Muzycznej im. Stanisława Moniuszki w Gdańsku w klasie Henryka Keszkowskiego. W latach 2004–2006 studiowała w Musikhochschule w Lucernie w klasie Sebastiana Hamanna. W 2011 otrzymała na Akademii Muzycznej w Gdańsku stopień doktora sztuk muzycznych w dyscyplinie instrumentalistyka na podstawie pracy Renesans formy kwartetu smyczkowego w twórczości współczesnych kompozytorów gdańskich na tle wybranych dzieł tego gatunku, powstałych na przełomie XX i XXI wieku w Polsce, Holandii i Japonii. Tamże habilitowała się w 2018, przedstawiwszy dzieło Claude Debussy – Sonata na skrzypce i fortepian L.140, Sergiusz Prokofiew – I Sonata f-moll na skrzypce i fortepian op. 80, Witold Lutosławski – Partita na skrzypce i fortepian. W 2023 otrzymała tytuł profesorki sztuki w dyscyplinie sztuki muzyczne.
W latach 2002–2006 była koncertmistrzynią w Polskiej Orkiestrze Kameralnej „Sinfonia Baltica” w Słupsku. W 2006 zaczęła prowadzić grupę drugich skrzypiec w Polskiej Filharmonii Bałtyckiej w Gdańsku. W 2003 zaczęła pracować jako asystentka na Akademii Muzycznej w Gdańsku, a od 2011 jako adiunktka. Pełniła funkcję prodziekan Wydziału Instrumentalnego (2020–2021).
Od 2006 członkini kwartetu smyczkowego NeoQuartet specjalizującym się w wykonawstwie muzyki współczesnej.
Laureatka między innymi: Ogólnopolskiego Konkursu Zespołów Kameralnych we Wrocławiu (I miejsce), Ogólnopolskiego Konkursu Zespołów Kameralnych im. Grażyny Bacewicz w Łodzi (II miejsce), Międzynarodowego Konkursu Muzyki Współczesnej im. Krzysztofa Pendereckiego w Krakowie (I miejsce), Międzynarodowego Konkursu Zespołów Kameralnych im. V. Gui we Florencji (nagroda specjalna). Stypendystka Ministra Kultury i Dziedzictwa Narodowego, Prezydenta Miasta Sopotu i Gdańska, Marszałka Województwa Pomorskiego oraz Rotary Club. Dwukrotnie nominowana była do nagrody „Młodzi Twórcy Kultury”. W 2015 otrzymała odznakę honorową „Zasłużony dla Kultury Polskiej”.